# Koji Yamase
Koji Yamase, född 22 september 1981 i Sapporo, Japan, är en japansk fotbollsspelare som sedan 2013 spelar i Kyoto Sanga.